# Diversité fonctionnelle
La diversité fonctionnelle est un terme alternatif à handicap qui a commencé à être utilisé à l'initiative de certaines personnes concernées, et est destiné à remplacer d'autres dont la sémantique est jugée péjorative par certains, comme handicap ou déficience. Il s'agit d'un changement vers une terminologie non négative sur la diversité fonctionnelle.
La diversité fonctionnelle pourrait également être comprise comme un phénomène, un fait ou une caractéristique présent dans la société qui, par définition, affecterait tous ses membres de manière égale, car pendant l'enfance et le vieillissement humain, tous les gens sont dans un état de dépendance. Étant donné qu'il existe dans la société des personnes ayant des capacités différentes, voire de grandes variations de celles-ci chez un même individu tout au long de sa vie, il est possible de dire qu'à tout moment, la diversité fonctionnelle existe dans la société de la même manière que l'on peut observer une diversité culturelle, une diversité sexuelle ou la pyramide des âges.

## Création du terme
Il existe de nombreux mots largement utilisés dans différents domaines pour décrire le groupe de personnes présentant une diversité fonctionnelle. Le plus utilisé en Espagne est le Minusválido : places de parking réservées aux handicapés, toilettes pour handicapés, pensions pour handicapés, résidences pour handicapés, etc. Tant dans les médias que dans la rue, les personnes présentant une diversité fonctionnelle font partie d'un groupe « moins valable ».
D'autre part, cette terminologie persiste dans les textes juridiques ainsi que des termes tels qu'incapacité, handicap, invalidité (partielle, totale, absolue, grande invalidité), handicap et dépendance sont utilisés. Tous mettent en évidence le côté négatif d'une réalité humaine.
Le terme officiel pour désigner les personnes présentant une diversité fonctionnelle est, pour l'instant, « personnes handicapées », qui est le concept inclus par l'Organisation mondiale de la santé dans la Classification internationale du Fonctionnement, du handicap et de la santé et que la législation internationale et que les associations représentant les personnes présentant une diversité fonctionnelle sont dans la majorité des cas employées.
Avec le terme de diversité fonctionnelle, en 2005 Javier Romañach Cabrero, a proposé une nouvelle vision qui n'est pas négative, qui n'implique pas de maladie, de déficience, de paralysie, de retard, etc. indépendamment de l'origine pathologique, génétique ou traumatique de la diversité en question. Cependant, il n'est pas nié qu'il est question de personnes qui sont différentes de la norme statistique, appliquée à des personnes d'âge similaire, et qui, par conséquent, exercent certaines de leurs fonctions différemment de la moyenne de la population.
Il est impliqué que la diversité fonctionnelle n'a rien à voir avec la maladie, l'infirmité, la paralysie, le retard, etc. Toute cette terminologie découle d'une vision traditionnelle du modèle médical de la diversité fonctionnelle, dans laquelle une personne différente est présentée comme une personne biologiquement imparfaite qui doit être restaurée afin de rétablir des modèles théoriques de normalité, qui n'ont jamais existé et qui n'existeront peut-être plus à l'avenir non plus, précisément en raison des progrès de la médecine.
Le terme « diversité fonctionnelle » deviendrait alors un euphémisme pour handicap, ce dernier terme ayant généralement une connotation péjorative.

## Modifications historiques du modèle du handicap

### Modèle démonologique
Dans ce modèle, la personne qui manifeste une déviation par rapport à la société est regardée comme possédée par le mal ou par un démon, ou objet d'une punition divine. Dans ce modèle, les personnes handicapées sont vouées à être évitées, exclues, objets d'interdit ou d'anathème, abandonnées ou mises à mort.

### Modèle organiciste
Bien que ses origines remontent à Hippocrate et Galien, son essor ne s’est réalisé qu’au XXe siècle. Il s’agit d’un modèle basé sur la pathologie physique et organique. De ce fait, les personnes handicapées sont considérées comme défaillantes à cause d'une maladie ou d'un trouble, et l'on considère que leur place est dans une institution de soins.

### Modèle socio-environnemental
Dans la période d’après-guerre, la société dut faire face à une augmentation du taux d’invalidité, ayant à assumer le défi de réintégrer ces personnes dans la société : ce modèle considère les personnes handicapées comme des individus sociaux destinés à revenir à une vie normale. À cette époque, le traitement était la création d’aides techniques afin de favoriser la relation entre la personne et l'environnement et lui permettre d'adopter un fonctionnement normal.

### Modèle de réadaptation
Il considère l’individu comme actif, autonome et indépendant, impliqué dans un processus de réhabilitation et motivé dans la participation sociale en tant que citoyen à part entière. Ce modèle accorde une grande importance à l'intégration des personnes handicapées mais il se concentre peu sur les facteurs environnementaux générant la situation d’invalidité.

### Modèle intégrateur
Ce modèle considère qu'un manque d’adaptation est la conséquence logique d’un rejet inhérent au contexte dans lequel la personne doit se développer, c'est pourquoi il se base sur l'idée de conception universelle, considérant que les limitations d'un individu ne sont que des différences entre son fonctionnement et celui d'une norme considérée comme majoritaire par le nombre.

## Philosophie de lavie autonomeet de l'égalité des chances
À partir de cette philosophie, on considère que l'environnement est construit en fonction d'une distribution sur ce qui est et n'est pas normal au sens statistique. Cette répartition est subjective et évolue en fonction des sociétés, des époques et des progrès technologiques.
C'est pourquoi le terme de diversité fonctionnelle correspond à une réalité dans laquelle une personne fonctionne d'une manière différente ou diverse de la plupart des autres membres de la société. Ce terme prend en considération la différence de la personne et le manque de respect des majorités, qui ne tiennent pas compte de cette diversité fonctionnelle dans leurs processus constructifs sociaux et environnementaux.